# مالزین ری
مالزین ری (انگلیسی: Malaysian Re) شرکت بیمه مالزیایی است، که در سال ۱۹۷۳ تأسیس شد.